# In Time: The Best of R.E.M. 1988–2003
In Time: The Best of R.E.M. 1988–2003 – kompilacja nagrań amerykańskiej grupy muzycznej R.E.M. Wydawnictwo ukazało się w 2003 roku.

## Lista utworów
1. „Man on the Moon” – 5:14
2. „The Great Beyond” – 5:05
3. „Bad Day” – 4:06
4. „What’s the Frequency, Kenneth?” – 4:00
5. „All the Way to Reno (You're Gonna Be a Star)” – 4:44
6. „Losing My Religion” – 4:28
7. „E-Bow the Letter” – 5:24
8. „Orange Crush” – 3:51
9. „Imitation of Life” – 3:57
10. „Daysleeper” – 3:40
11. „Animal” – 4:01
12. „The Sidewinder Sleeps Tonite” – 4:07
13. „Stand” – 3:11
14. „Electrolite” – 4:06
15. „All the Right Friends” – 2:46
16. „Everybody Hurts” – 5:18
17. „At My Most Beautiful” – 3:34
18. „Nightswimming” – 4:18

## Bonus CD
1. „Pop Song 89” (Acoustic) – 2:57
2. „Turn You Inside-Out” (Live) – 4:17
3. „Fretless” – 4:50
4. „Chance (dub)” (b-side) – 2:34
5. „It's a Free World Baby” – 5:12
6. „Drive” (Live, 19 grudnia 1992) – 4:00
7. „Star Me Kitten” (featuring William S. Burroughs) – 3:31
8. „Revolution” – 3:05
9. „Leave” – 4:42
10. „Why Not Smile” (Oxford American version) – 3:01
11. „The Lifting” (Demo) – 5:20
12. „Beat a Drum” (Demo) – 4:27
13. „2JN" (b-side) – 3:26
14. „The One I Love” (Live, 8 czerwca 2001) – 3:24
15. „Country Feedback” (Live) – 6:16